# 真田守信
真田 守信（さなだ もりのぶ）は、江戸時代前期の武士。陸奥仙台藩士。

## 生涯
出自については、真田信繁の二男が大坂の陣から落ち延びたとするのが通説である。これに従うと、守信は慶長17年（1612年）、真田信繁の二男として紀伊国九度山で生まれた。母は大谷吉継の娘(竹林院）。幼名は大八。通称は四郎兵衛、後に久米之介。
大八は、ある年の高野山蓮華定院（真田氏の高野山における菩提寺）の記録に「5月5日、京都に於て印地打ち成され、御死去候」と、石投げで死亡したという記録もある。しかし実際は生存し、慶長20年（1615年）5月の大坂夏の陣で父信繁と兄大助（幸昌）が戦没した後、落城時に同母姉の阿梅（次女）が片倉重長に乱取りされ、そのまま側室になった。これを頼る形で、他の同母姉の阿昌蒲（六女）・おかね（七女） らと共に、大八も片倉家の下に匿われたという。
その後、寛永17年（1640年）、28歳の時に伊達家（仙台藩）に召し抱えられ、真田四郎兵衛守信を称した。しかし逆賊の子を雇用したのではないかと幕府が咎めて、仙台藩に詰問状が届いた。伊達家は、信繁の次子・大八は石投げで死んでいるとする前述の記録を持ち出して弁明し、守信は「幕臣である真田信尹の次男の真田政信の子」だと偽の報告を行った。幕府も厳密に調査すれば否定できた話であったが、伊達家との良好な関係も考慮し、これで結局お咎めなしとなった。
一方、通説では「偽の報告」として扱われているが、江戸中期に仙台藩士の家系をまとめた『伊達世臣家譜』によれば、守信は、信繁の叔父にあたる真田信尹の子孫で、父は政信とある。
また、片倉重長の子孫である男爵片倉信光が、1942年に提出した家系図とも合致する。信州真田家側の史料にも大八が夭逝したとする記録もあり、通説への疑義は残る。
いずれにしても、守信は阿梅を介して片倉家を頼り、寛永年間に仙台藩士となり、片倉久米之介守信に改名した。寛文10年（1670年）10月30日に死去した。享年59。子の辰信が継いだ。守信より8代後、幕末期の子孫真田幸歓において真田姓に復し、仙台真田家として現在も続いている。

## 登場する作品
- 『真田丸』（平成28年（2016年）、NHK大河ドラマ、演：會田将眞）